# Enrico Fulchignoni
Enrico Fulchignoni (Messina, 1913 – París, 26 d'agost de 1988) va ser un comediògraf, director i guionista de cinema, investigador i assagista italià.

## Biografia
Es va llicenciar en medicina el 1938 a la seva ciutat natal, especialitzant-se en fisiologia; aleshores va ser ajudant voluntari de l'Institut de Fisiologia Humana, on va realitzar alguns estudis sobre el funcionament del cor. Al mateix temps, va començar a dedicar-se al teatre, primer fundant i dirigint el Teatro Sperimentale di Messina, i després el 1939 es va traslladar al Teatro Sperimentale de Firenze. Aquí va escenificar obres d'autors joves i representacions d'obres de Luigi Pirandello; va conèixer Anton Giulio Bragaglia, dirigent del Teatro delle Arti di Roma, que li va confiar la direcció de Piccola città de Thornton Wilder. Va obtenir un èxit que es va replicar al Teatro Nuovo de Milano el 1940, amb les principals intèrprets Elsa Merlini i Renato Cialente. El 1939 reprèn la seva activitat al Teatro Sperimentale di Roma: posa en escena texts d'Aristòfanes (Gli uccelli, Le nuvole e Le rane), d'Achille Campanile (Il ciambellone), de Pier Maria Rosso di San Secondo, Gabriele D'Annunzio, Sòfocles i Aldo De Benedetti. També va anar a Venècia com a ajudant de Renato Simoni per Il ventaglio i Il campiello.
Des de 1939 es va dedicar també a la preparació d'òperes líriques: primer Aminta de Christoph Willibald Gluck, sobre l'obra de Torquato Tasso i Adelchi pel Maggio Musicale Fiorentino al Giardino di Boboli; després, pel Teatro delle Arti, a La cambiale di matrimonio de Gioacchino Rossini, Il matrimonio de Modest Mússorgski, del 1940: La locanda portoghese de Luigi Cherubini i La storia del soldato d'Ígor Stravinski el 1941.
En aquest mateix any va començar a dedicar-se al cinema, primer dirigint amb Fernando Cerchio el curtmetratge Ragazze sotto la tenda; el 1942, dirigeix amb Michelangelo Antonioni el seu únic llargmetratge I due Foscari sobre el drama de George Byron que va inspirar l'òpera homònima de Giuseppe Verdi. Després de la guerra, va escriure dos altres guions per a Luigi Zampa i Goffredo Alessandrini (1948-1949) i dirigeix dos curtmetratges el 1959-1960, alhora que apareix per única vegada com a actor en la pel·lícula dirigida per Éric Rohmer el 1959, Le Signe du Lion. També va ensenyar actuació al Centro Sperimentale di Cinematografia.
També va ser traductor, assagista i crític: el 1942 va col·laborar amb Soichi Nagami al Teatre de la Universitat de Roma per a un assaig sobre el teatre No japonès: després va traduir les memòries teatrals russes d'A. Tairev; finalment va col·laborar com a columnista de cinema, ciències, arts i cultures a nombroses publicacions periòdiques com Bianco e Nero, Cinema, Dramma, Scenario, La fiera letteraria, Tempo, Il Corriere della sera i Il Giornale. També es va dedicar a l'activitat d'autor de comèdies i drames entre 1941 i 1957, molts signats en col·laboració amb B. Joppolo.
Va reprendre l'activitat universitària, del 1948 al 1966 fou primer ajudant, després del 1953 professor de pedagogia i psicologia; el 1968 fou nomenat professor de sociologia de les comunicacions de masses. A partir de 1949 va començar a viure a París, essent nomenat director de la "Secció de cinema" de la UNESCO i va realitzar nombrosos documentals sobre pel·lícules psiquiàtriques, antropològiques i d'història de l'art. Entre aquestes esmentem Images de la folie de 1950 i L'or de Colombie de 1954 sobre art precolombí. Posteriorment va ser nomenat president del Consell Internacional de Cinema i Televisió, encara sota l'ègida de la UNESCO.
També va publicar els assaigs La moderna civiltà dell'immagine (1964) i L'immagine nell'era cosmica (1972). També col·laborà amb l'Istituto Italiano di Cultura a Parigi, muntant representacions teatrals amb actors no professionals; després, com a historiador del cinema, amb la Cinématheque Française i la Universitat de la Sorbona. Des del 1974 col·laborà amb l'emissora francesa France Culture. Va ser director de la secció "Venezia genti" al Festival Internacional de Cinema de Venècia i el 1988 es va presentar el seu darrer treball a títol pòstum, un documental etnogràfic de vint hores realitzat en col·laboració amb Jean Rouch i rodat a Mali, Fulchignoni et le Dongon. L'autor no va poder assistir a la projecció del seu darrer treball ja que la seva mort va tenir lloc a finals d'agost de 1988, als 74 anys, a la capital francesa. Des del 1990, el premi anual per a l'Organització de la Biennal de Venècia porta el seu nom.

## Filmografia

### Director de cinema
- Ragazze sotto la tenda (1941) curtmetratge, amb Fernando Cerchio
- I due Foscari (1942)
- Lettera da El Alamein (1959) curtmetratge, menció especial al Festival Internacional de Cinema de Sant Sebastià 1959[6]
- Oriente-Occidente (1960) curtmetratge

### Guions de cinema
- L'ebreo errante de Goffredo Alessandrini (1948)
- Anni difficili de Luigi Zampa (1948)

### Actor de cinema
- Le Signe du Lion d'Éric Rohmer (1959)

## Assaigs
- L'arlecchino errante. Da canovacci di commedia dell'arte del XVII secolo (1941)
- Il teatro giapponese. Sette No (1942)
- Storia e teoria del teatro Kammerny di Mosca (1943)
- Esistenzialismo e puritanesimo in O'Neill (1948)
- La musica e il lavoro (1949)
- Il film e i metodi proiettivi (1950)
- Filmologia e psicologia infantile (1952)
- Il cavallo a dondolo (1970)

## Drames i comèdies
- Il digiunatore (1941)
- A ognuno la sua croce (1942)
- Matteo Falcone (1948), de Prosper Mérimée
- Les grenouilles (1951), de Les granotes di Aristofane
- Il reduce involontario (1955), amb Beniamino Joppolo
- Fred (1955), amb Beniamino Joppolo
- Salita sull'albero (1956), amb Beniamino Joppolo
- La tazza di caffé (1957), amb Beniamino Joppolo
- Il generale malcontento (1958), amb Beniamino Joppolo
- L'inondazione (1958), amb Beniamino Joppolo